# دایچی کوشو
دایچی کوشو (انگلیسی: Daiichi Kosho) شرکت خوشه‌ای ژاپنی است، که در سال ۱۹۷۳ تأسیس شد.